# Pilar Quintana
Pour les articles homonymes, voir Quintana.
Œuvres principales
- La Chienne
- Nos abîmes

Pilar Quintana, née en 1972 à Cali, est une écrivaine, scénariste et publiciste colombienne. Auteure de cinq romans et d'un livre de récits courts, elle fait partie des auteurs les plus importants de la littérature colombienne actuelle et a été sélectionnée par le Hay Festival comme l'un des écrivains de moins de 40 ans les plus remarquables d'Amérique latine.
La Chienne est l'une de ses œuvres les plus connues au niveau international, ayant été traduite en 15 langues et pour laquelle elle a reçu plusieurs prix.

## Biographie
Pilar Quintana est née à Cali en 1972 dans une famille de la classe moyenne supérieure. Ses parents ont divorcé lorsqu'elle avait neuf mois et son éducation a été marquée par des valeurs conservatrices et machistes auxquelles elle s'est opposée dès son plus jeune âge. Son histoire avec la littérature a commencé à l'âge de sept ans, lorsqu'elle a écrit sa première histoire courte, mais elle a terminé son premier livre à l'âge de 27 ans.
Quintana a étudié la communication et le journalisme à l'université Javeriana de Bogotá, en Colombie, et a travaillé comme scénariste et dans la publicité pendant deux ans, jusqu'en 2000, date à laquelle elle a décidé de tout abandonner et de poursuivre son rêve de voyager et d'écrire. Avant de s'aventurer en Amérique latine, elle a terminé son premier livre, Cosquillas en la lengua, dans lequel elle raconte sa réalité et sa décision de tout laisser derrière elle.
De retour en Colombie en 2003, l'écrivaine s'installe avec son premier mari à Juanchaco, un petit village au bord de l'océan Pacifique colombien, pendant neuf ans, au cours desquels elle se consacre sans relâche à l'écriture et à la lecture, vivant la vie de ses rêves dans la jungle, tout en traversant des situations difficiles telles que le paludisme, la leishmaniose et la cohabitation avec un mari violent.
En 2012, Quintana a quitté la jungle et son mari et a voyagé en Colombie, au Mexique et à Hong Kong. Des années plus tard, à 42 ans, de retour dans son pays, elle commence à écrire La Perra, inspirée par ses longues années passées dans le Pacifique. Selon ses propres termes, ce roman "est un chant de nostalgie pour le Pacifique perdu". 
Pilar a un style direct, ses histoires sont sans fard et ses récits sont crus. Dans ses livres, on trouve des femmes grosses, des femmes qui aiment le sexe, des femmes déprimées de ne pas pouvoir être mères, des femmes rebelles et courageuses, comme elle, une écrivaine explicite qui aime raconter des histoires honnêtes et scandaleuses.
Paradoxalement, contrairement à la protagoniste de La Perra (La Chienne), l'écrivaine colombienne a un fils avec son second mari et a réussi à récolter différents prix littéraires ces dernières années, comme le prix du roman La Mar de Letras en Espagne pour Coleccionistas de polvos raros ; avec La Perra, elle a remporté le prix Biblioteca de Narrativa Colombiana et un prix PEN Translates, ainsi que le prix du roman Alfaguara 2021 pour Los abismos (Nos abîmes).

## Œuvres

### Romans
- Cosquillas en la lengua, Editorial Planeta, 2003, Bogotá
- Coleccionistas de polvos raros, Grupo Editorial Norma, 2007, Bogotá (Barcelona, El Aleph, 2010 (édition revue)
- Conspiración iguana, Grupo Editorial Norma, 2009, Bogotá
- La perra (La Chienne), Literatura Random House, 2017, Bogotá, IV Premio Biblioteca de Narrativa Colombiana
- Los abismos (Nos abîmes), Alfaguara, 2021, XXIV Premio Alfaguara de Novela

### Collections de récit
- Caperucita se come al lobo, Editorial Cuneta, 2012, Santiago de Chile.

### Traductions
- La Chienne, Calmann-Lévy, Paris, 2020, 128 pages 978-2702180051  (ISBN 978-2-7021-8005-1)
- Nos abîmes, trad. par Laurence Debril, Calmann-Lévy, Paris, 2021, 240 pages  (ISBN 978-2-7021-8426-4)

## Prix
- Premio Alfaguara de Novela (es) (2021)